# Harlekijneend
De harlekijneend (Histrionicus histrionicus) is een vogel uit de familie van de eendachtigen (Anatidae). De wetenschappelijke naam van de soort werd in 1758 als Anas histrionica gepubliceerd door Carl Linnaeus. De naam 'histrionica/us' is Latijn voor acteur- of van het toneel.

## Veldkenmerken
Het mannetje in prachtkleed is voornamelijk blauwgrijs en zeer bont gekleurd met roodbruine flanken en kopstreep en een witte tekening op de rug, kop, hals en borst. Het vrouwtje is donkerbruin met een vale, grijs gevlekte buik en heeft een opvallende witte vlek bij het oor, boven de teugel en een grotere vlek tussen de snavel en de oorstreek. Het mannetje in eclips lijkt op het vrouwtje, maar kenmerkt zich door een vaag zichtbaar roodbruin deel en wat lichte strepen. Juveniele vogels lijken op het vrouwtje, maar zijn doffer en bruiner. Harlekijneenden kunnen in sommige kleden op de ijseend lijken. Ze worden 38-45 centimeter lang.

## Broeden
Harlekijneenden broeden op bovengenoemde locaties in rotsspleten of tussen de vegetatie aan oevers. Het nest wordt gebouwd door het vrouwtje. Bij twee jaar zijn ze geslachtsrijp en komen ze tot broeden.

## Verspreiding en leefgebied
Deze soort komt voor in noordoostelijk Siberië, noordwestelijk Noord-Amerika; noordoostelijk Canada, Groenland en IJsland. In Europa broedt de harlekijneend slechts op IJsland met een populatie van 4000-7000 paartjes. In West-Europa is deze soort een dwaalgast die slechts één keer in Nederland is waargenomen.
Harlekijneenden leven vaak in kleine groepen in snelstromende beken en rivieren in de buurt van de kust. In de winter trekken ze naar zee. Ze zwemmen soms tegen sterke stroming in en vermijden wild water niet. Zelden zijn ze te zien in gezelschap van andere eendensoorten.

## Status
De totale wereldpopulatie is in 2015 geschat op 190-380 duizend vogels en er wordt vermoed dat dit aantal toeneemt. 

## Gelijkende soorten

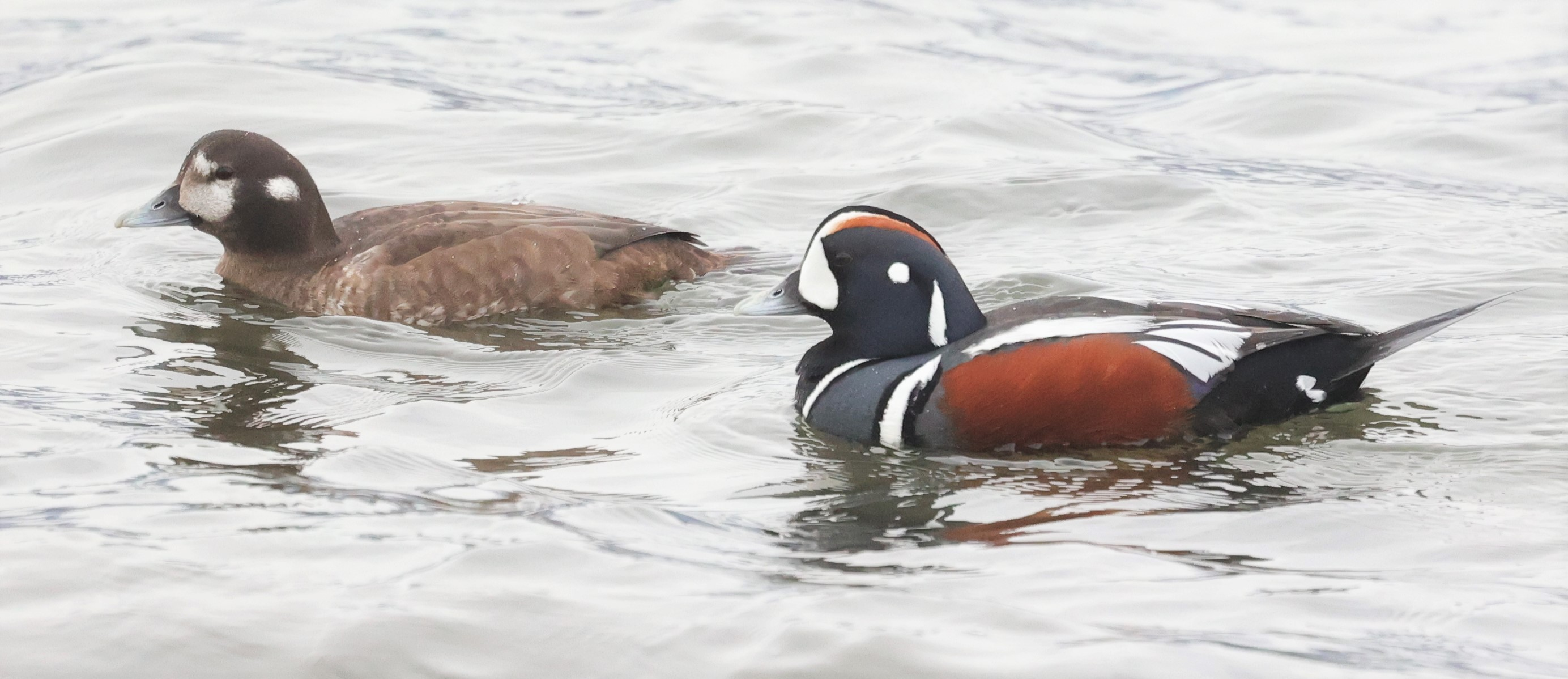
Vrouw en man Harlekijneend

- IJseend